# Felipe Ilha
Felipe Ilha (8 de abril de 1989) es un deportista brasileño que compitió en vela en la clase Soling. Ganó dos medallas de bronce en el Campeonato Mundial de Soling, en los años 2011 y 2013.

## Palmarés internacional
| Campeonato Mundial | Campeonato Mundial           | Campeonato Mundial | Campeonato Mundial |
| Año                | Lugar                        | Medalla            | Clase              |
| ------------------ | ---------------------------- | ------------------ | ------------------ |
| 2011               | Prien am Chiemsee (Alemania) | Medalla de bronce  | Soling             |
| 2013               | Balatonfüred (Hungría)       | Medalla de bronce  | Soling             |